# Phalacrotophora neotropica
Phalacrotophora neotropica är en tvåvingeart som beskrevs av Borgmeier 1923. Phalacrotophora neotropica ingår i släktet Phalacrotophora och familjen puckelflugor. Inga underarter finns listade i Catalogue of Life.